# 아이카 린
아이카 린(일본어: あいかりん, 1997년 3월 11일~)는 일본의 AV 여배우, 모델, 가수이다.